# كأس التحدي الآسيوي 2006
عقد كأس التحدي الآسيوي 2006 في الفترة من 1 إلى 16 أبريل 2006 في بنغلاديش. ستة عشر فريق قسموا إلى أربع مجموعات، بتأهل أعلى اثنين في كل مجموعة لربع النهائي، ومن ثم مرحلة خروج مغلوب مستقيمة. لم تكن هناك مرحلة تأهيل. فائز الكأس كان طاجيكستان. وفازت سريلانكا بجائزة اللعب النظيف، وفاز الطاجيكستاني إبراهيم رابيموف بجائزة أكثر لاعب قيم.

## اختيار الفرق
صنف الاتحاد الآسيوي سبع عشرة دولة كاتحادات صاعدة، التي تحتاج إلى وقت لتطوير كرة القدم الخاصة بها. وقد تم اختيارهم في أغسطس 2005 للمشاركة. واختيرت لاوس، منغوليا، وتيمور الشرقية في البداية للمشاركة، لكن استبدلوا ببنغلاديش والهند من فئة الاتحادات النامية، مما خفض عدد الفرق المشاركة إلى ستة عشر.
| - أفغانستان - بوتان - بروناي - كمبوديا - تايبيه الصينية - غوام - قرغيزستان | - لاوس (حذف) - ماكاو - منغوليا (حذف) - نيبال - باكستان - فلسطين - الفلبين | - سريلانكا - طاجيكستان - تيمور الشرقية (حذف) البدائل - بنغلاديش - الهند |

## المضيف والملاعب
قرر الاتحاد الآسيوي في اجتماعه السنوي بأن تستضيف بنغلاديش حفل الافتتاح وبأن تستضيف نيبال النهائي ما لم تصل بنغلاديش إلى المباراة النهائية، وفي هذه الحالة ستعقد في داكا، عاصمتها. كان من المقرر أصلا أن تلعب الفرق في المجموعتين أ وب في نيبال، وأن تلعب الفرق في المجموعتين ج ود في بنغلاديش، ولكن نظرا للاضطرابات السياسية التي هزت نيبال، تقرر أن تستضيف بنغلاديش وحدها البطولة. كان من المقرر أصلا تنظيم كأس التحدي في الفترة من 26 مارس إلى 9 أبريل 2006، لكنه تم تغييره لتفادي التعارض مع يوم استقلال بنغلاديش في 26 مارس. كان الملعبان اللذان تم اختيارهما لاستخدامها خلال هذه البطولة هما: ملعب بانغاباندو في داكا، وملعب إم إيه عزيز في شيتاغونغ. غير أن ملعب جيش بنغلاديش في داكا قد استخدم فيما بعد لإجراء المباريات التي تم التخلي عنها بسبب الأمطار الغزيرة.

## الفرق
بعض الفرق لم تشارك بمنتخبها الرئيسي، على النحو المشار إليه أدناه.
- قررت الهند إيفاد منتخبها تحت 20 سنة في إطار التحضير لبطولة آسيا للشباب التي تستضيفها في وقت لاحق.
- شاركت قيرغيزستان بتشكيلة يافعة، تتألف في معظمها من لاعبين من منتخبها تحت 20 سنة الذي تأهل لبطولة آسيا للشباب.[9]

## مرحلة المجموعات
جميع الأوقات المذكورة هي بالتوقيت القياسي لبنغلاديش – ت ع م+6

### معايير كسر التعادل
عندما ينهي اثنان أو فرق أكثر مرحلة المجموعات بنفس عدد النقاط، ترتيبهم محدد بالمعايير التالية:
1. النقاط التي تم اكتسابها في المباريات بين الفرق المعنية؛
2. فارق الأهداف في المباريات بين الفرق المعنية؛
3. عدد الأهداف الذي أحرز في مباريات المجموعة بين الفرق المعنية؛
4. فارق الأهداف في كل مباريات المجموعة؛
5. عدد الأهداف الذي أحرز في كل مبارايت المجموعة؛
6. الركلات من علامة الجزاء (إذا كان هناك فريقان فقط متعادلان وهما موجودان في ميدان اللعب)؛
7. أقل عدد من البطاقات الصفراء والحمراء حصل عليه في مباريات المجموعة؛
8. سحب القرعة من قبل اللجنة المنظمة.

### المجموعة أ
| م | الفريق         | لعب | ف | ت | خ | أ.له | أ.ع | أ.ف | نقاط | التأهل             |
| - | -------------- | --- | - | - | - | ---- | --- | --- | ---- | ------------------ |
| 1 | الهند          | 3   | 1 | 2 | 0 | 3    | 1   | +2  | 5    | مرحلة خروج المغلوب |
| 2 | تايبيه الصينية | 3   | 1 | 2 | 0 | 3    | 2   | +1  | 5    | مرحلة خروج المغلوب |
| 3 | الفلبين        | 3   | 0 | 2 | 1 | 2    | 3   | −1  | 2    |                    |
| 4 | أفغانستان      | 3   | 0 | 2 | 1 | 3    | 5   | −2  | 2    |                    |

| الهند                   | 2–0   | أفغانستان |
| ----------------------- | ----- | --------- |
| - فيمال باريار 35'، 60' | تقرير |           |

| تايبيه الصينية      | 1–0   | الفلبين |
| ------------------- | ----- | ------- |
| - تشوانغ وي-لون 20' | تقرير |         |

| الفلبين              | 1–1   | الهند             |
| -------------------- | ----- | ----------------- |
| - ألفين فاليروسو 19' | تقرير | - فيمال باريار 8' |

| أفغانستان                 | 2–2   | تايبيه الصينية                           |
| ------------------------- | ----- | ---------------------------------------- |
| - حافظ الله قدمي 20'، 23' | تقرير | - تشوانغ وي-لون 48' - ليانغ تشيين-وي 73' |

| الهند | 0–0   | تايبيه الصينية |
| ----- | ----- | -------------- |
|       | تقرير |                |

| الفلبين              | 1–1   | أفغانستان             |
| -------------------- | ----- | --------------------- |
| - ألفين فاليروسو 59' | تقرير | - سيد مقصود هاشمي 28' |

### المجموعة ب
| م | الفريق   | لعب | ف | ت | خ | أ.له | أ.ع | أ.ف | نقاط | التأهل             |
| - | -------- | --- | - | - | - | ---- | --- | --- | ---- | ------------------ |
| 1 | سريلانكا | 3   | 2 | 1 | 0 | 3    | 1   | +2  | 7    | مرحلة خروج المغلوب |
| 2 | نيبال    | 3   | 1 | 1 | 1 | 4    | 3   | +1  | 4    | مرحلة خروج المغلوب |
| 3 | بروناي   | 3   | 1 | 1 | 1 | 2    | 2   | 0   | 4    |                    |
| 4 | بوتان    | 3   | 0 | 1 | 2 | 0    | 3   | −3  | 1    |                    |

| سريلانكا              | 1–0   | بروناي |
| --------------------- | ----- | ------ |
| - كاسون جاياسوريا 74' | تقرير |        |

| نيبال                      | 2–0   | بوتان |
| -------------------------- | ----- | ----- |
| - براديب ماهارجان 52'، 68' | تقرير |       |

| بوتان | 0–1   | سريلانكا                      |
| ----- | ----- | ----------------------------- |
|       | تقرير | - تشاندراداسا كاروناراتني 45' |

| بروناي                                   | 2–1   | نيبال              |
| ---------------------------------------- | ----- | ------------------ |
| - عدي أرشام صالح 11' - ريواندوي وحيد 42' | تقرير | - تاشي تسيرينغ 60' |

| سريلانكا            | 1–1   | نيبال                         |
| ------------------- | ----- | ----------------------------- |
| - محمد عز الدين 19' | تقرير | - براديب ماهارجان 75' (ركلة.) |

| بوتان | 0–0   | بروناي |
| ----- | ----- | ------ |
|       | تقرير |        |

### المجموعة ج
| م | الفريق       | لعب | ف | ت | خ | أ.له | أ.ع | أ.ف | نقاط | التأهل             |
| - | ------------ | --- | - | - | - | ---- | --- | --- | ---- | ------------------ |
| 1 | فلسطين       | 3   | 2 | 1 | 0 | 16   | 1   | +15 | 7    | مرحلة خروج المغلوب |
| 2 | بنغلاديش (H) | 3   | 2 | 1 | 0 | 6    | 2   | +4  | 7    | مرحلة خروج المغلوب |
| 3 | كمبوديا      | 3   | 1 | 0 | 2 | 4    | 6   | −2  | 3    |                    |
| 4 | غوام         | 3   | 0 | 0 | 3 | 0    | 17  | −17 | 0    |                    |

| فلسطين | 11–0  | غوام |
| --- | ----- | ---- |
| - أحمد كشكش 6' - فهد عتال 14'، 20'، 25'، 32'، 45+1'، 86' - فرانسيسكو أتورا 22' - إسماعيل العمور 39' - زياد الكرد 59'، 67' | تقرير |      |

| بنغلاديش                                   | 2–1   | كمبوديا         |
| ------------------------------------------ | ----- | --------------- |
| - محمد ألفاظ أحمد 31' - جاهد حسن أميلي 64' | تقرير | - تشان ريثي 68' |

| كمبوديا | 0–4   | فلسطين                                                     |
| ------- | ----- | ---------------------------------------------------------- |
|         | تقرير | - أحمد كشكش 10' - إبراهيم السويركي 12'، 75' - فهد عتال 30' |

| غوام | 0–3   | بنغلاديش                                        |
| ---- | ----- | ----------------------------------------------- |
|      | تقرير | - جاهد حسن أميلي 49' - محمد أبو الحسين 83'، 85' |

| فلسطين         | 1–1   | بنغلاديش        |
| -------------- | ----- | --------------- |
| - فهد عتال 30' | تقرير | - مهدي تابو 55' |

| كمبوديا                                                 | 3–0   | غوام |
| ------------------------------------------------------- | ----- | ---- |
| - سوك بونثيانغ 37' - كيو كوسال 40' - كوتش سوكومفياك 63' | تقرير |      |

### المجموعة د
| م | الفريق    | لعب | ف | ت | خ | أ.له | أ.ع | أ.ف | نقاط | التأهل             |
| - | --------- | --- | - | - | - | ---- | --- | --- | ---- | ------------------ |
| 1 | طاجيكستان | 3   | 2 | 0 | 1 | 6    | 1   | +5  | 6    | مرحلة خروج المغلوب |
| 2 | قرغيزستان | 3   | 2 | 0 | 1 | 3    | 1   | +2  | 6    | مرحلة خروج المغلوب |
| 3 | باكستان   | 3   | 1 | 1 | 1 | 3    | 4   | −1  | 4    |                    |
| 4 | ماكاو     | 3   | 0 | 1 | 2 | 2    | 8   | −6  | 1    |                    |

| طاجيكستان                                                                      | 4–0   | ماكاو |
| ------------------------------------------------------------------------------ | ----- | ----- |
| - خورشيد محمودوف 9' - يوسف رابييف 13' - إبراهيم رابيموف 56' - رستم خوجاييف 77' | تقرير |       |

| قرغيزستان | 0–1   | باكستان         |
| --------- | ----- | --------------- |
|           | تقرير | - محمد عيسى 59' |

| باكستان | 0–2   | طاجيكستان                                 |
| ------- | ----- | ----------------------------------------- |
|         | تقرير | - نعمانجان حكيموف 14' - عادل إيرغاشيف 20' |

| طاجيكستان | 0–1   | قرغيزستان           |
| --------- | ----- | ------------------- |
|           | تقرير | - أندري كراسنوف 22' |

| باكستان                         | 2–2   | ماكاو                    |
| ------------------------------- | ----- | ------------------------ |
| - عادل أحمد 12' - محمد عيسى 43' | تقرير | - تشان كين سينغ 16'، 52' |

| ماكاو | 0–2   | قرغيزستان                                  |
| ----- | ----- | ------------------------------------------ |
|       | تقرير | - رومان أبلاكيموف 35' - عظمت إيشنباييف 58' |

## مرحلة خروج المغلوب
|  | ربع النهائي        | ربع النهائي     |                     |       | نصف النهائي | نصف النهائي |  |  | النهائي | النهائي |
|  |                    |                 |                     |       |             |             |  |  |         |         |
|  | 8 أبريل – شيتاغونغ |                 |                     |       |             |             |  |  |         |         |
|  |                    |                 |                     |       |             |             |  |  |         |         |
|  | تايبيه الصينية     | 0               |                     |       |             |             |  |  |         |         |
|  | تايبيه الصينية     | 0               | 12 أبريل – شيتاغونغ |       |             |             |  |  |         |         |
|  | سريلانكا           | 3               |                     |       |             |             |  |  |         |         |
|  | سريلانكا           | 3               | سريلانكا (ر.ج.ت.)   | 1 (5) |             |             |  |  |         |         |
|  | 9 أبريل – شيتاغونغ |                 | سريلانكا (ر.ج.ت.)   | 1 (5) |             |             |  |  |         |         |
|  |                    |                 | نيبال               | 1 (3) |             |             |  |  |         |         |
|  | الهند              | 0               | نيبال               | 1 (3) |             |             |  |  |         |         |
|  | الهند              | 0               | 16 أبريل – داكا     |       |             |             |  |  |         |         |
|  | نيبال              | 3               |                     |       |             |             |  |  |         |         |
|  | نيبال              | 3               | سريلانكا            | 0     |             |             |  |  |         |         |
|  | 9 أبريل – داكا     |                 | سريلانكا            | 0     |             |             |  |  |         |         |
|  |                    | طاجيكستان       | 4                   |       |             |             |  |  |         |         |
|  | فلسطين             | طاجيكستان       | 4                   | 0     |             |             |  |  |         |         |
|  | فلسطين             | 13 أبريل – داكا |                     | 0     |             |             |  |  |         |         |
|  | قرغيزستان          | 1               |                     |       |             |             |  |  |         |         |
|  | قرغيزستان          | 1               | قرغيزستان           | 0     |             |             |  |  |         |         |
|  | 10 أبريل – داكا    |                 | قرغيزستان           | 0     |             |             |  |  |         |         |
|  |                    |                 | طاجيكستان           | 2     |             |             |  |  |         |         |
|  | بنغلاديش           | 1               | طاجيكستان           | 2     |             |             |  |  |         |         |
|  | بنغلاديش           | 1               |                     |       |             |             |  |  |         |         |
|  | طاجيكستان          | 6               |                     |       |             |             |  |  |         |         |
|  | طاجيكستان          | 6               |                     |       |             |             |  |  |         |         |
|  |                    |                 |                     |       |             |             |  |  |         |         |

### ربع النهائي
| سريلانكا                                                              | 3–0   | تايبيه الصينية |
| --------------------------------------------------------------------- | ----- | -------------- |
| - محمد عز الدين - سانجايا براديب أراتشيغي - جيوانتا دهاميكا راتناياكا | تقرير |                |

| الهند | 0–3   | نيبال                                         |
| ----- | ----- | --------------------------------------------- |
|       | تقرير | - براديب ماهارجان 16'، 26' - باسانتا تابا 28' |

| فلسطين | 0–1   | قرغيزستان              |
| ------ | ----- | ---------------------- |
|        | تقرير | - روسلان جمشيدوف 90+2' |

| طاجيكستان | 6–1   | بنغلاديش              |
| --- | ----- | --------------------- |
| - إبراهيم رابيموف 2' - خورشيد محمودوف 20' - جاميخان محي الدينوف 31' - نعمانجان حكيموف 51' - يوسف رابييف 65' - شجاعت نعمتوف 81' | تقرير | - محمد ألفاظ أحمد 17' |

### نصف النهائي
| سريلانكا | 1–1   | نيبال                                                          |
| --- | ----- | -------------------------------------------------------------- |
| - كاسون جاياسوريا 65' | تقرير | - باسانتا تابا 82'                                             |
| ركلات الترجيح |       |                                                                |
| - فوارد كمال الدين - تشاتورا مادورانغي ويراسينغا - تشاتورا غوناراتني - تشانا إديري بانداناغي - جيوانتا دهاميكا راتناياكا | 5–3   | - كي سي أنجان - تاشي تسيرينغ - نابين نيوباني - براديب ماهارجان |

| قرغيزستان | 0–2   | طاجيكستان                |
| --------- | ----- | ------------------------ |
|           | تقرير | - يوسف رابييف 51'، 90+2' |

### النهائي
| سريلانكا | 0–4   | طاجيكستان                                               |
| -------- | ----- | ------------------------------------------------------- |
|          | تقرير | - جاميخان محي الدينوف 1'، 61'، 71' - خورشيد محمودوف 45' |

## الفائز
| بطل كأس التحدي الآسيوي 2006 |
| --------------------------- |
| · طاجيكستان · للمرة الأولى  |

## الجوائز
| جائزة اللعب النظيف | جائزة اللعب النظيف | جائزة اللعب النظيف | الحذاء الذهبي | الحذاء الذهبي | الحذاء الذهبي | أكثر لاعب قيم   | أكثر لاعب قيم   | أكثر لاعب قيم   |
| ------------------ | ------------------ | ------------------ | ------------- | ------------- | ------------- | --------------- | --------------- | --------------- |
| سريلانكا           | سريلانكا           | سريلانكا           | فهد عتال      | فهد عتال      | فهد عتال      | إبراهيم رابيموف | إبراهيم رابيموف | إبراهيم رابيموف |

## الهدافون
8 أهداف
- فهد عتال

5 أهداف
- براديب ماهارجان

4 أهداف
- جاميخان محي الدينوف
- يوسف رابييف

3 أهداف
- فيمال باريار
- خورشيد محمودوف

هدفان
- حافظ الله قدمي
- محمد ألفاظ أحمد
- جاهد حسن أميلي
- محمد أبو الحسين
- تشوانغ وي-لون
- تشان كين سينغ
- باسانتا تابا
- محمد عيسى
- زياد الكرد
- إبراهيم السويركي
- أحمد كشكش
- ألفين فاليروسو
- كاسون جاياسوريا
- محمد عز الدين
- نعمانجان حكيموف
- إبراهيم رابيموف

هدف
- سيد مقصود هاشمي
- مهدي تابو
- عدي أرشام صالح
- ريواندي وحيد
- سوك بونثيانغ
- كيو كوسال
- تشان ريثي
- كوتش سوكومفياك
- ليانغ تشيين-وي
- رومان أبلاكيموف
- روسلان جمشيدوف
- عظمت إيشنباييف
- أندري كراسنوف
- تاشي تسيرينغ
- عادل أحمد
- إسماعيل العمور
- فرانسيسكو أتورا
- سانجايا براديب أراتشيغي
- تشاندراداسا كاروناراتني
- جيوانتا دهاميكا راتناياكا
- عادل إيرغاشيف
- رستم خوجاييف
- شجاعت نعمتوف

## الترتيب النهائي
بموجب اتفاقية إحصائية في كرة القدم، فإن المباريات التي تحدد في الوقت الإضافي تحسب على أنها انتصارات وخسائر، في حين تحسب المباريات التي تحدد بركلات الجزاء الترجيحية على أنها تعادلات.
| م  | الفريق         | لعب | ف | ت | خ | أ.له | أ.ع | أ.ف | نقاط | النتيجة النهائية           |
| -- | -------------- | --- | - | - | - | ---- | --- | --- | ---- | -------------------------- |
| 1  | طاجيكستان      | 6   | 5 | 0 | 1 | 18   | 2   | +16 | 15   | البطل                      |
| 2  | سريلانكا       | 6   | 3 | 2 | 1 | 7    | 6   | +1  | 11   | الوصيف                     |
| 3  | قرغيزستان      | 5   | 3 | 0 | 2 | 4    | 3   | +1  | 9    | المركز الثالث              |
| 4  | نيبال          | 5   | 2 | 2 | 1 | 8    | 4   | +4  | 8    | المركز الرابع              |
|    |                |     |   |   |   |      |     |     |      |                            |
| 5  | فلسطين         | 4   | 2 | 1 | 1 | 16   | 2   | +14 | 7    | الإقصاء في ربع النهائي     |
| 6  | بنغلاديش       | 4   | 2 | 1 | 1 | 7    | 8   | −1  | 7    | الإقصاء في ربع النهائي     |
| 7  | الهند          | 4   | 1 | 2 | 1 | 3    | 4   | −1  | 5    | الإقصاء في ربع النهائي     |
| 8  | تايبيه الصينية | 4   | 1 | 2 | 1 | 3    | 5   | −2  | 5    | الإقصاء في ربع النهائي     |
|    |                |     |   |   |   |      |     |     |      |                            |
| 9  | بروناي         | 3   | 1 | 1 | 1 | 2    | 2   | 0   | 4    | الإقصاء في مرحلة المجموعات |
| 10 | باكستان        | 3   | 1 | 1 | 1 | 3    | 4   | −1  | 4    | الإقصاء في مرحلة المجموعات |
| 11 | كمبوديا        | 3   | 1 | 0 | 2 | 4    | 6   | −2  | 3    | الإقصاء في مرحلة المجموعات |
| 12 | الفلبين        | 3   | 0 | 2 | 1 | 2    | 3   | −1  | 2    | الإقصاء في مرحلة المجموعات |
| 13 | أفغانستان      | 3   | 0 | 2 | 1 | 3    | 5   | −2  | 2    | الإقصاء في مرحلة المجموعات |
| 14 | بوتان          | 3   | 0 | 1 | 2 | 0    | 3   | −3  | 1    | الإقصاء في مرحلة المجموعات |
| 15 | ماكاو          | 3   | 0 | 1 | 2 | 2    | 8   | −6  | 1    | الإقصاء في مرحلة المجموعات |
| 16 | غوام           | 3   | 0 | 0 | 3 | 0    | 17  | −17 | 0    | الإقصاء في مرحلة المجموعات |

## الملاحظات
1. ↑  على الرغم من أن ملخص المباراة يشير إلى أن محي الدينوف أحرز ثلاث أهداف، فإن مقالة استعراض للمباراة نشرها الاتحاد الآسيوي تشير إلى أنه أحرز هدفين فقط في حين أحرز زميله نعمانجان حكيموف هدف واحد.[10]

## وصلات خارجية
- Official Site of the AFC Challenge Cup Bangladesh 2006
- AFC Challenge Cup 2006 at RSSSF.com
- AFC Challenge Cup 2006 at FutbolPlanet.de